# Рожнява

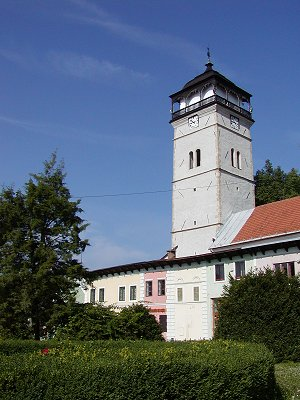
Сторожевая башня.

Рожнява (словац. Rožňava, нем. Rosenau, венг. Rozsnyó) — город в Словакии на реке Слана в Словацких Рудных горах. Население — около 19 тыс. человек.

## История
Рожнява впервые упоминается в 1291 как небольшое поселение шахтёров, которые добывали золото и серебро. В 1382 году король Людовик I Великий дарует Рожняве городские права. В XVI—XVII веках Рожнява подвергается многочисленным нападениям турок и входит в полосу упадка. XVIII век приносит улучшение ситуации и так Рожнява становится важным торговым центром Гемера.

## Население
| Год:                | 1994   | 2004    | 2014    | 2024     |
| ------------------- | ------ | ------- | ------- | -------- |
| Количество человек: | 19 602 | 19 226  | 19 450  | 16 857   |
| Разница:            |        | −1,91 % | +1,16 % | −13,33 % |

## Достопримечательности
- Шахтёрский музей

Во дворе музея находится один из трёх самых старых в мире паровых катков, 1883 года выпуска, изготовленный в Британии фирмой «Aveling & Porter». Две других подобных машины находятся в норвежском Осло и британском Ноттингеме.
- Ансамбль главной площади
- Готический кафедральный собор св. Марии
- Иезуитский костёл
- Костёл св. Анны
- Лютеранская кирха
- Кальвинистская церковь
- Сторожевая башня
- Дворец епископа
- Ратуша
- Усадьба Бетльяр и замок Красна Гуорка неподалёку

## Персоналии
- Фаркашова, Генриета (род. 1986) — словацкая горнолыжница, девятикратная паралимпийская чемпионка.
- Чазар, Андраш (1745—1816) — венгерский юрист, общественный деятель.
- Оравски, Владимир (род. 1947) — шведский писатель и режиссёр.

## Города-побратимы
- V район Будапешта[вд], Венгрия
- Бачка-Топола, Сербия
- Гларус, Швейцария
- Серенч, Венгрия
- Цешин, Польша
- Чески-Тешин, Чехия